# Gackenbach

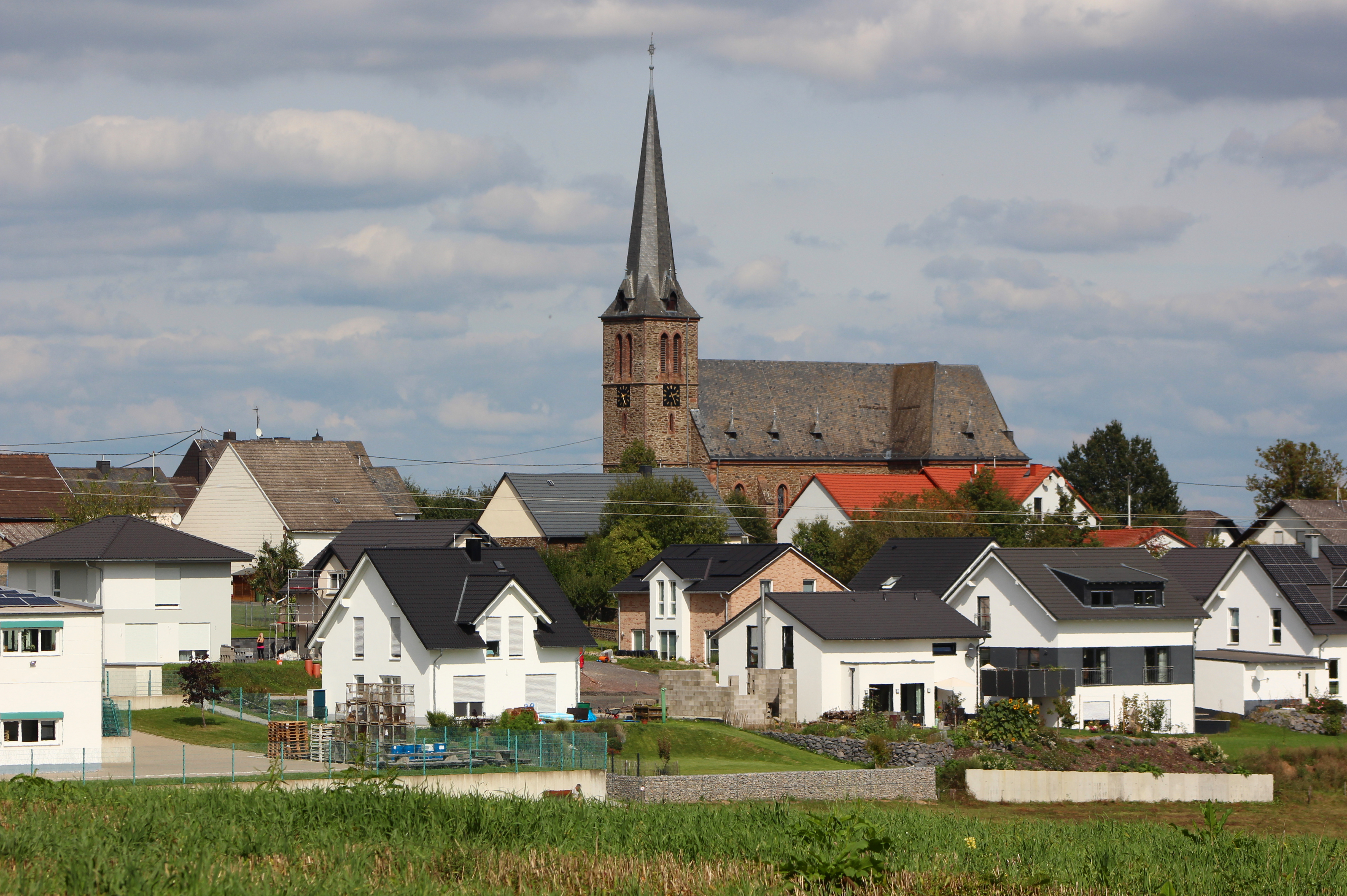
Ortsansicht

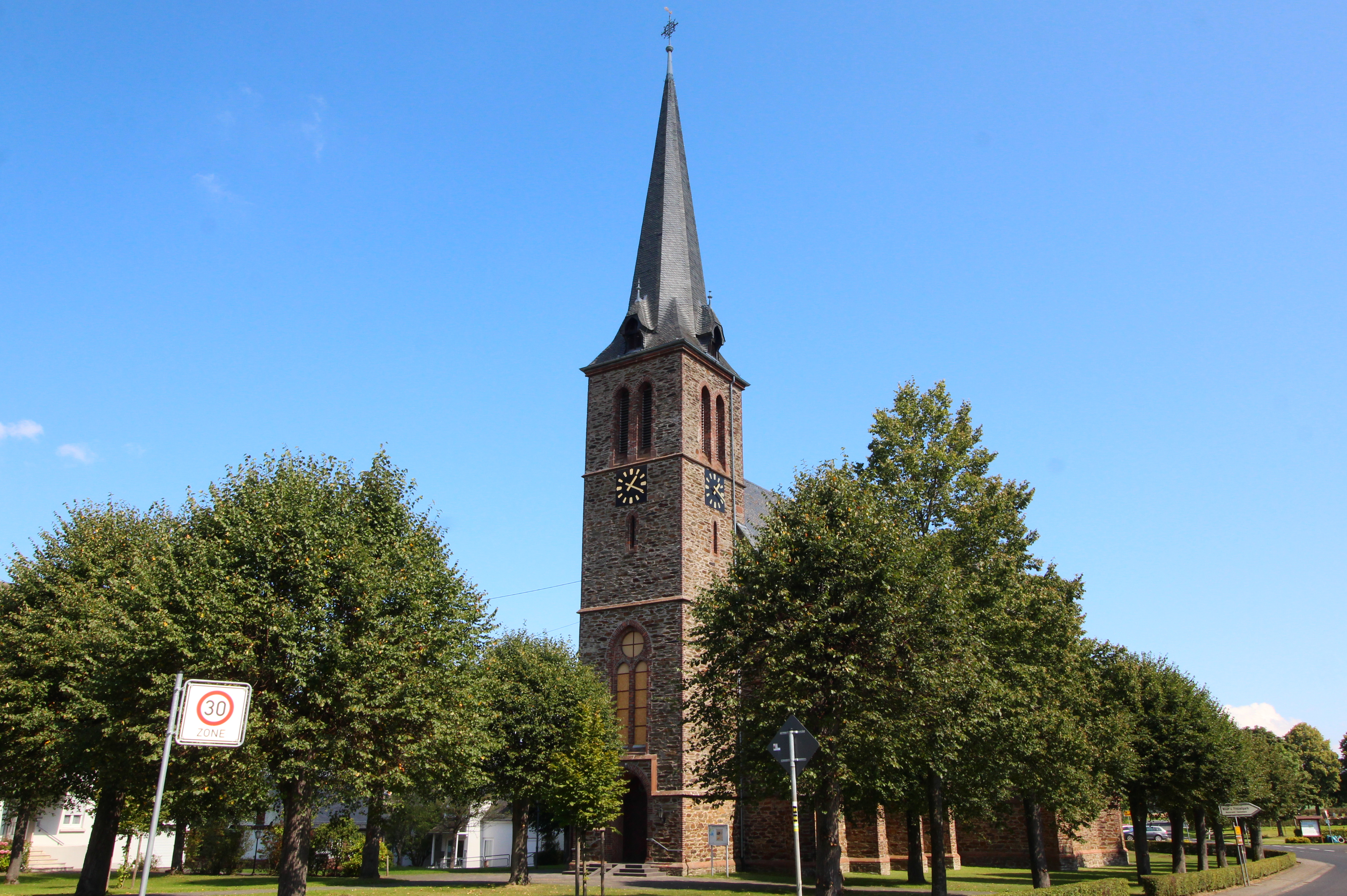
Die katholische Kirche St. Bartholomäus in Gackenbach

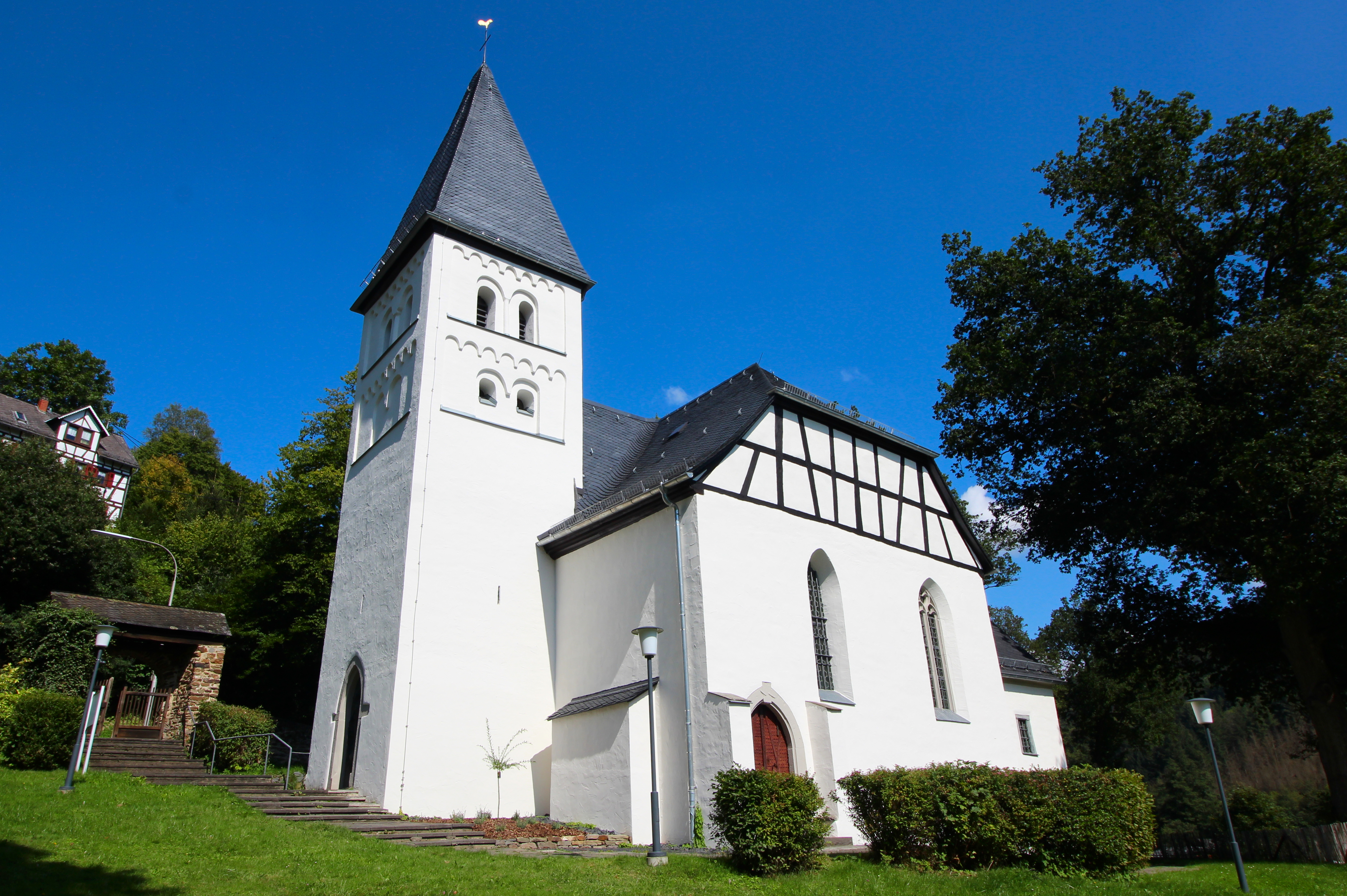
Die katholische Kirche St. Bartholomäus und Sebastian im Ortsteil Kirchähr

Gackenbach ist eine Ortsgemeinde im Westerwaldkreis in Rheinland-Pfalz. Sie gehört der Verbandsgemeinde Montabaur an.

## Geographie

### Geographische Lage
Gackenbach liegt im Buchfinkenland im südlichen Westerwald sowie im geographischen Dreieck zwischen Koblenz, Limburg an der Lahn und Montabaur inmitten des Naturparks Nassau.

### Gemeindegliederung
Neben dem Hauptort Gackenbach sind Dies und Kirchähr Ortsteile. Dies hat rund 70 Einwohner und liegt unterhalb Gackenbachs im Gelbachtal. Der Ortsteil Kirchähr liegt auch im Gelbachtal und besteht hauptsächlich aus dem Karlsheim Kirchähr, einem Jugend- und Tagungshaus des Bistums Limburg mit einem zugehörigen Zeltplatz.

## Geschichte
Erstmals wurde der heutige Hauptort Gackenbach 1447 urkundlich erwähnt. Das auch genannte Jahr 1290 beruht auf der Erwähnung des Herkunftsnamens Gackenbacher, der sich aber vermutlich auf die Wüstung Gockenbach bei Hellenhahn bezieht. Für das Jahr 1706 wird die Erbauung einer Kapelle im Dorf erwähnt, die 1935 abgebrochen wurde. In der zweiten Hälfte des 18. Jahrhunderts wurden Blei- und Silberbergbau nahe Gackenbach betrieben, dem damals schon eine ältere Tradition zugeschrieben wurde. 1879 erfolgte der Bau der heutigen Pfarrkirche, 1881 der des Pfarrhauses, womit Gackenbach auch Zentrum des Kirchspiels wurde. Laut Überlieferung befand sich in der Nähe Gackenbachs die heute nicht mehr fassbare Sarnburg. Im Ort wurden im Jahr 1563 17 Feuerstellen gezählt, im Jahr 1787 137 Einwohner und 1814 163 Einwohner. Die Zählung aus dem Jahr 1818 fasst Gackenbach, Dies und Kirchähr mit 239 Einwohnern zusammen.
Der heutige Ortsteil Kirchähr war zunächst die bedeutendere Siedlung, da sich dort der Sitz des örtlichen Kirchspiels befand. Der Name geht, wie der von Weinähr, auf Anara als alte Bezeichnung des Gelbachs zurück. Das Kirchspiel Kirchähr wird im Jahr 1346 erstmals erwähnt, dürfte aber älter sein, da es wie Esten-Holzappel (erstmals 1198 erwähnt) aus der Pfarrei Humbach hervorging, die wiederum auf das 10. Jahrhundert zurückgeht. Zum Kirchspiel gehörten Gackenbach, Dies, Horbach, Hübingen, zeitweise auch Ettersdorf sowie die heute wüst gefallenen Orte Sarenberg (rund 500 Meter südsüdöstlich von der Kirche in Gackenbach), Wilchenhausen und Nentzingen. Bauhistorisch lässt sich der Westturm der Kirche in Kirchähr im 12. Jahrhundert verorten, ihr Schiff im 13. Jahrhundert. In der Mitte des 17. Jahrhunderts entstanden Chor und Seitenschiffe im Stil der Spätgotik. 1680 wurde ein Pfarrhaus als Ersatz des älteren Vorgängergebäudes errichtet. Der Sitz der Pfarrei ging 1881 nach Gackenbach über, das zentraler zu den übrigen zugehörigen Orten lag und wohl deutlich mehr Einwohner hatte. Statt des zunächst vorgesehenen Abrisses erfolgte 1908 eine Restaurierung der Kirche. Wohl in der zweiten Hälfte des 17. Jahrhunderts wurde in Kirchähr eine Kirchspielschule eingerichtet. Zumindest bis 1816 bestand das Schulhaus weiter. Das Kirchspiel Kirchähr bildete zugleich auch eine „Zeche“ genannte Untergliederung des weltlichen Amts Montabaur, der spätestens 1541 einen Heimberger in Kirchähr vorstand.
Der heutige Ortsteil Dies wurde im Jahr 1343 erstmals erwähnt. Allerdings datiert die Erwähnung des Dieser Bachs auf die Mitte des 10. Jahrhunderts, frühestens 913. Der Ort bestand ursprünglich aus zwei Teilen nördlich und südlich des Dieser Bachs. Der nördliche Teil gehörte zum „Zehnt“ (Zehntbezirk) Humbach-Montabaur, der südliche zur Grundherrschaft Winden-Weinähr. Erst 1818 erfolgte im Herzogtum Nassau die Zusammenlegung und Eingemeindung nach Gackenbach-Kirchähr. Wirtschaftlich wurde der Ort von mehreren Hofreiten und einer, von der zweiten Hälfte des 18. Jahrhunderts an mindestens zwei Mühlen geprägt.
Einwohnerentwicklung
Die Entwicklung der Einwohnerzahl von Gackenbach, die Werte von 1871 bis 1987 beruhen auf Volkszählungen:
| Jahr | Einwohner |
| 1815 | 239       |
| 1835 | 365       |
| 1871 | 364       |
| 1905 | 320       |
| 1939 | 328       |

| Jahr | Einwohner |
| 1950 | 358       |
| 1961 | 334       |
| 1970 | 339       |
| 1987 | 410       |
| 2005 | 583       |

## Politik

### Gemeinderat
Der Gemeinderat in Gackenbach besteht aus zwölf Ratsmitgliedern, die bei der Kommunalwahl am 9. Juni 2024 in einer Mehrheitswahl gewählt wurden (Wahlvorschlag „Bürger für Gackenbach e. V. (BfG)“), und dem ehrenamtlichen Ortsbürgermeister als Vorsitzendem.

### Bürgermeister
Hans Ulrich Weidenfeller wurde bei der Direktwahl am 26. Mai 2019 mit einem Stimmenanteil von 85,03 % und am 9. Juni 2024 als einziger Bewerber mit 82,0 % jeweils für weitere fünf Jahre in seinem Amt als Ortsbürgermeister bestätigt.

## Kultur und Sehenswürdigkeiten

### Katholische Kirche St. Bartholomäus und Sebastian
Die katholische Kirche St. Bartholomäus und Sebastian in Kirchähr besteht mindestens seit 1200. Bis zur Fertigstellung der neuen Pfarrkirche in Gackenbach im Jahre 1884 war sie Sitz der Pfarrei Kirchähr. Jetzt hat diese Funktion die Gackenbacher Kirche übernommen und ist als beherrschendes Wahrzeichen des Dorfes weit über die Höhen des Buchfinkenlandes hinaus zu sehen. Die Kirche wurde innen zu großen Teilen mit Zierrat der alten romanischen Kirche in Kirchähr ausgestattet. Sehenswert ist u. a. das Flügelretabel, das aus der Zeit um 1480 stammt.
- Siehe auch: Liste der Kulturdenkmäler in Gackenbach

### Wild- und Freizeitpark Westerwald

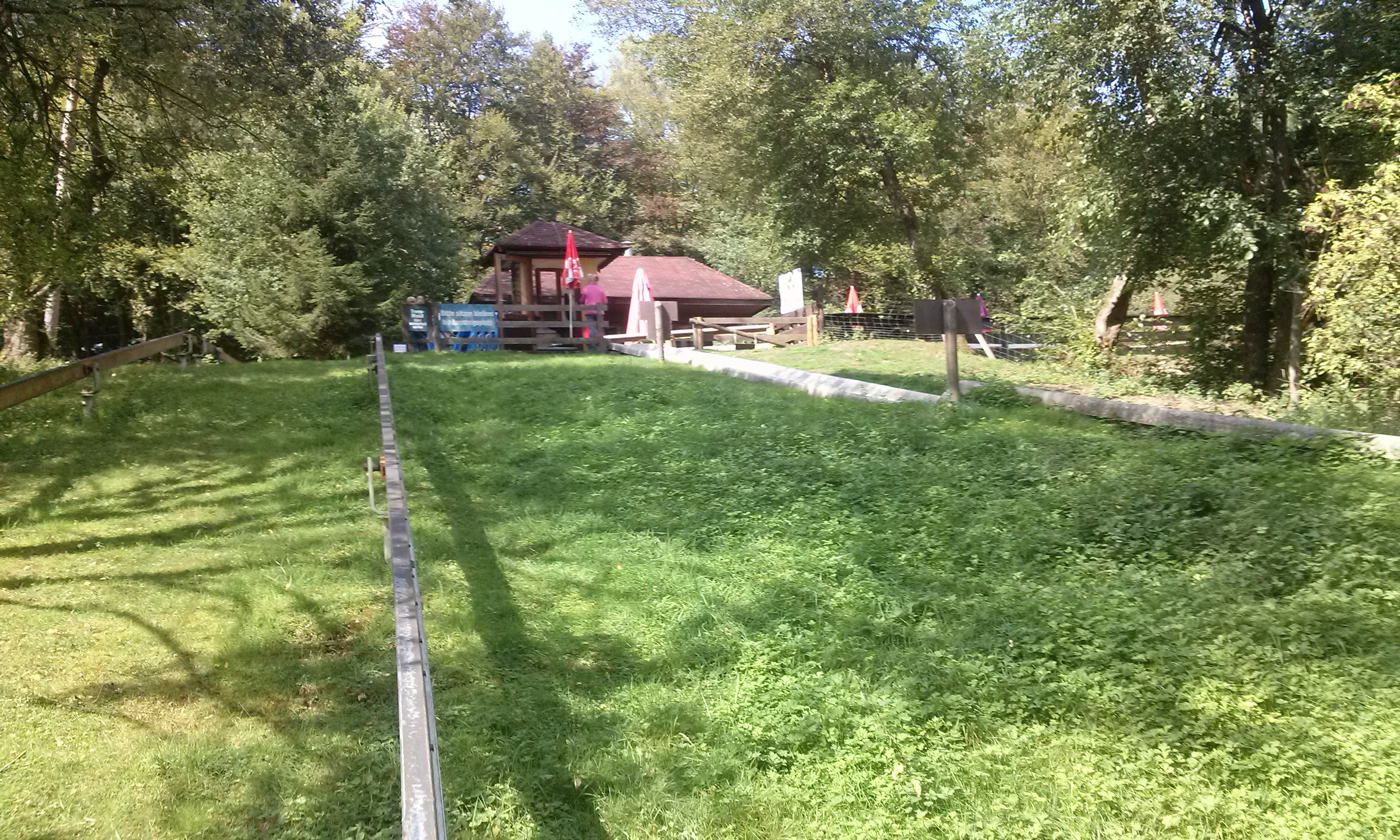
Sommerrodelbahn in Gackenbach im Wild - und Freizeitpark Westerwald

In Gackenbach befindet sich der Wild- und Freizeitpark Westerwald, in dem Besucher auf ca. 60 Hektar Fläche viele einheimische Tierarten sowie Wisente in ihrem natürlichen Lebensraum beobachten können. Des Weiteren gibt es eine Streichelwiese, Grillplätze sowie eine Sommerrodelbahn von 400 Metern Länge.

## Wirtschaft und Infrastruktur
Ansässige Unternehmen:
- Die Fritz Stephan Medizintechnik GmbH stellt Geräte für die inner- und außerklinische Beatmung her. Diese dienen zur Versorgung von Früh- und Neugeborenen sowie Erwachsenen.
- Die Schmidt Consulting & Vertrieb GmbH & Co. KG stellt schlüsselfertige Solarstromanlagen her und überwacht diese satellitengestützt.
- Die Holzbau Kappler GmbH & Co. KG, ansässig im Ortsteil Dies stellt Holzhäuser in Holzrahmenbauweise her.

## Persönlichkeiten

### Persönlichkeiten, die vor Ort gewirkt haben
- Martin Stadtfeld (* 1980), Pianist